# Лофтхаус, Джо
Джо́зеф Мо́ррис Ло́фтхаус (англ. Joseph Morris Lofthouse; 14 апреля 1865 — 10 июня 1919), также известный как Джо Ло́фтхаус (англ. Joe Lofthouse) — английский футболист.

## Биография
Родился в Уиттоне, Блэкберн, Ланкашир, 14 апреля 1865 года в семье Уильяма и Ханны Лофтхаусов. Его отец работал на ткацкой фабрике. Джо посещал школу святого Луки (St Luke's School), а затем среднюю школу Уиттона и Блэкберна (Witton and Blackburn Grammar School).
Будучи школьником, играл в футбол за местные любительские команды. В 1882 году стал игроком клуба «Блэкберн Роверс». Уже в сезоне 1883/84 выступал за основной состав команды. Помог «Блэкберну» трижды подряд выиграть Кубок Англии (в 1884, 1885 и 1886 годах).
28 февраля 1885 года дебютировал за национальную сборную Англии в матче против Ирландии. Всего провёл за сборную 7 матчей и забил 3 мяча.
С 1888 по 1889 год выступал за « Аккрингтон», после чего вернулся в «Блэкберн Роверс», где провёл ещё два сезона и выиграл ещё два Кубка Англии (в 1890 и 1891 году). В Футбольной лиге он забил за «Блэкберн» 18 мячей в 51 матче.
25 августа 1892 году перешёл в «Дарвен». С декабря 1893 года играл за «Уолсолл Таун Свифтс», пока не завершил карьеру в 1894 году.
В 1902 году работал тренером в футбольном клубе «Мадьяр» в Будапеште, после чего вернулся в Англию, где был тренером в клубе «Нью-Бромптон». С августа 1903 года был ассистентом главного тренерра ливерпульского «Эвертона». С 1904 года работал в специальном комитете Футбольной ассоциации Англии, который выбирал составы на матчи национальной сборной.

## Вне футбола
Был женат на Элизабет Праудлав, у пары было трое детей, Нелли, Беатрис и Джозеф. Какое-то время Джо работал трактирщиком в Блэкберне.
15 июня 1887 года состоялось заседание магистрата Блэкберна (Blackburn Borough Magistrates) по обвинению Джозефа Лофтхауса в «жестокости по отношению к жене и оставлении её и своей семьи». На заседание суда он не явился. Согласно решению магистрата, он должен был выплачивать своей жене 10 пенсов в неделю.
24 октября 1901 года в газете Manchester Evening News появилось сообщение, что известный в прошлом футболист Джо Лофтхаус находится в больнице «в опасном состоянии» после того, как он «получил серьёзные внутренние растяжения, полученные им, когда он поднял бочку в пабе».
15 января 1902 года Джо Лофтхаус был вызван в суд по обвинению в том, что его таверна была открыта в «запретное время», а также в «потакании пьянству». В три часа ночи в его пабе было двое посетителей, распивающих шампанское. Защита утверждала, что посетители мирно отмечали день рождения. Судья оштрафовал владельца заведения на 10 шиллингов.
Умер 10 июня 1919 года в больнице от сердечных осложнений, вызванных воспалением лёгких.

## Достижения
Блэкберн Роверс
- Обладатель Кубка Англии (5): 1884, 1885, 1886, 1890, 1891

Сборная Англии
- Победитель Домашнего чемпионата Британии: 1889/90 (разделённая победа)